# Мауля Абд аль-Азіз ібн аль-Хасан
Мауля́ Абд аль-Азі́з ібн аль-Хаса́н (Абд аль-Азіз; *1878 — †1943) — султан Марокко в 1894—1908 роках із династії Алауїтів (Філалідів). Син Хасана I, брат Абд аль-Хафіза.

## Біографія
Прийшовши до влади (до 1900 країною фактично правив візир), намітив план реформ по осучасненню війська та державного апарату, програму будівельних робіт.
У 1901 році скасував податки, що існували раніше, намагався ввести новий — тертіб, передбачений Мадридською конвенцією 1880 року, яким би обкладались як марокканці, так і іноземці. Але введення зазнало невдачі.
1903 року Марокко опинилось на межі фінансового банкрутства. Абд аль-Азіз спромігся отримати займ у Франції, Великої Британії та Іспанії на суму 22,5 млн. франків.
У 1904 отримав новий кредит у Франції на суму 62,5 млн франків. Намагався заручитись підтримкою Німеччини, щоб протидіяти французькому проникненню в країну. Криза в країні, окупація Касабланки та округу Уджда французькими військами в 1907-1908 викликали повстання племен, підтримане Абд аль-Хафізом, в ході якого Абд аль-Азіз був скинутий.